# ジェームズ川艦隊
ジェームズ川艦隊（James River Squadron）は、南北戦争中のアメリカ連合国海軍の艦隊。バージニア州がアメリカ合衆国から分離してまもなく、バージニア州海軍（Virginia State Navy）の一部として設立され、その後アメリカ連合国海軍に編入された。艦隊の主任務は、アメリカ連合国の首都であるリッチモンドにつながる水路であるジェームズ川のパトロールであった。戦争初期においては、著名な装甲艦CSS バージニアを除き木造艦で構成されており、1862年5月15日のドルーリーズブラフの戦いで南軍が勝利するまで存続した。その後装甲艦CSS バージニア2を旗艦として再結成された。

## 歴史

### 第一段階

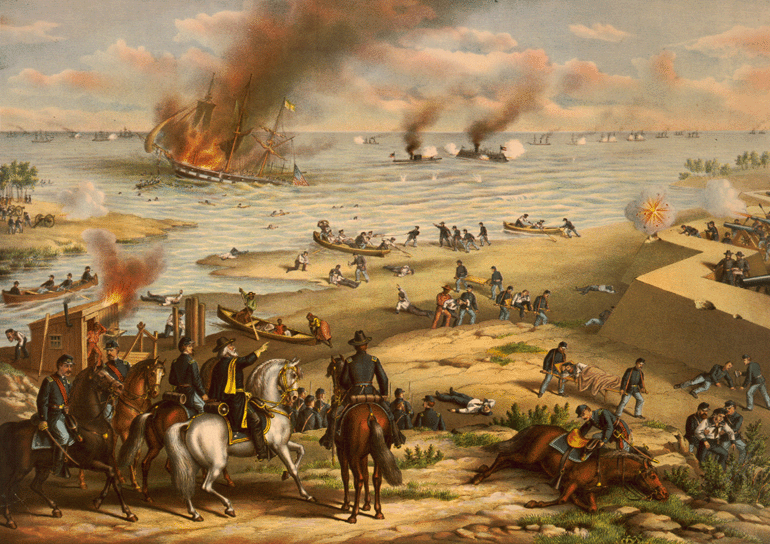
ハンプトン・ローズ海戦におけるバージニアとモニターの戦い

1862年3月8日ー9日、バージニア州ノーフォーク近くで行われ、艦隊の最初の戦闘となったハンプトン・ローズ海戦時の司令官はジョン・タッカー（John Randolph Tucker）であった。このときの戦力は装甲艦バージニア、外輪艦CSS ジェームズダウン（CSS Thomas Jefferson）、同CSS パトリック・ヘンリー（CSS Patrick Henry）、およびスクリュー推進砲艦であるCSS ビュフォート（CSS Beaufort）、CSS ローリー（CSS Raleigh、初代）であった。
"小規模なジェームズ川艦隊の活躍は、この偉大な戦闘において最も記憶されるべきものであった。鉄の巨艦の影に隠れがちだが、勇敢で海軍を体現するシーマンシップにあふれた活動は、木造艦艇の名誉として記録されるであろう 。"
CSS ジェームズダウンの活躍のために、艦長のジョセフ・バーニー（Joseph Nicholson Barney）は昇進している。
南軍がその守護神であるバージニアを自ら破壊した後に、北軍がジェームズ川を上流に向かって進撃してくると、さらに艦隊戦力は低下した。ドルーリーズブラフ（Drewry's Bluff、ドルーリー断崖）の閉塞をより強固なものにするために、ジェームズタウンは阻害物として沈められ、その艦載砲は崖の上に据付けられた。水兵達は艦隊の残りの兵とともに、1862年5月15日のドルーリーズブラフの戦いに参加した。この撤退の再に、新造装甲艦CSS リッチモンドの船体がノーフォークからリッチモンドに曳航されている。

### 第二段階
ドルーリーズブラフの戦いに南軍が勝利して北軍が撤退した1862年の5月から1863年の終わりまで、ジェームズ川周辺は比較的平穏であった。特に活動が無かったため、連合国の戦争省は常に兵力不足に苦しんでいた北バージニア軍の方が、海軍よりも兵を必要としていると判断した。このため、艦隊の水兵達は臨時にリッチモンド防衛部隊に編入され、また野戦での予備部隊とされた。水兵たちの陸兵転用、特にドルーリーズブラフにおいて戦争終了まで続いた。
1864年5月の終わり、ジェームズ川の閉塞物は南軍によって取り除かれ、ジェームズ川艦隊は下流へと向かったが、北軍も障害物を築いていることを発見した。艦隊は断続的に北軍部隊に砲撃を行っていたが、8月13日に艦砲射撃による本格的な攻撃を行った。
その年一杯、ジェームズ川艦隊と北軍陸上穂偉大の間に定期的な砲撃戦が生じた。艦隊は通常はドルーリーズブラフ付近にあった。1865年1月23日夜から24日の早朝にかけて、艦隊は北軍ユリシーズ・グラント将軍の補給を妨害するために、北軍の封鎖を突破しようとした（トレント・リーチの戦い、Battle of Trent's Reach）。この戦いにおいて多くの艦艇が沈没し、その他の艦艇も大小の損害を受けた。座礁した装甲艦もあったが、夜になって川の水位が上がったために離礁できたため、再び封鎖突破を試みたが発見され、激しい放火を浴びることとなった。結局艦隊には撤退命令が出された。
その後、艦載砲をリッチモンド防衛に使用する以外にはほとんどすることが無かった。リッチモンドが陥落すると、ジェームズ川艦隊に対して、艦を破壊して兵員はロバート・E・リー将軍の陸軍に加わるよう命令がなされた。命令が伝達された時点ですでに艦艇は焼かれており、またリッチモンドは火に包まれており、リー将軍に合流するにも使える道は無かった。リーの陸軍との間を遮断されたため、艦隊の兵員はリッチモンドの郊外に向かい、そこで列車を見つけてジョセフ・ジョンストン将軍の陸軍に合流した。
しかし、中にはリーとの合流に成功し、絶望的なセイラーズクリークの戦いで後衛を務め、アポマトックス・コートハウスの戦いの後の4月10日降伏したものもいた。1865年5月1日、艦隊兵員の大部分が合流したジョンストンの陸軍がウィリアム・シャーマンに降伏、解散した

## 構成

### 歴代司令官

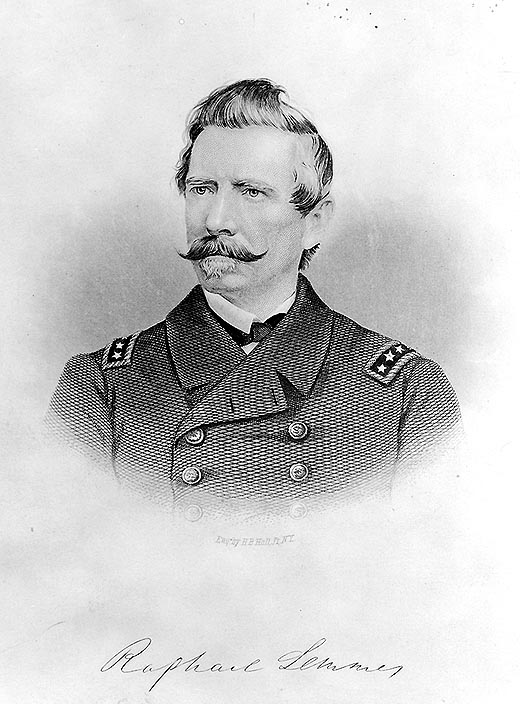
最後の司令官となったセメス提督

- フレンチ・フォレスト（French Forrest）大佐：1861年7月10日 - 1862年2月27日
- フランクリン・ブキャナン大佐：1862年2月27日 - 1862年3月29日)
- ジョサイア・タットノール大佐：1862年3月29日 - 1862年5月15日
- ジョン・タッカー（John Randolph Tucker）：1862年4月19日 - 1862年5月
- シドニー・リー（Sydney Smith Lee）大佐：1862年5月15日 - 1862年11月3日
- サミュエル・バロン（Samuel Barron）大佐：1862年11月3日 - 1863年3月
- フレンチ・フォレスト大佐：1863年3月24日 - 1864年5月6日
- ジョン・ミッチェル（John K. Mitchell）大佐：1864年5月6日 - 1865年2月18日
- ラファエル・セメス（Raphae Semmes少将）：1865年2月18日　- 戦争終了

### 旗艦
- CSS バージニア
- CSS パトリック・ヘンリー（CSS Patrick Henry）
- CSS バージニア2

### 所属艦艇

#### 第一段階
- CSS バージニア
- CSS ジェームズタウン
- CSS パトリック・ヘンリー
- CSS ティーサー（CSS Teaser）
- CSS ビュフォート
- CSS ローリー
- CSS ハンプトン（CSS Hampton）
- CSS ナンズモンド（CSS Nansemond）

#### 第二段階
- CSS バージニア2
- CSS リッチモンド
- CSS フレデリックスバーグ
- CSS ドルーリー（CSS Drewry）
- CSS パトリック・ヘンリー
- CSS ティーサー
- CSS ビュフォート
- CSS ローリー
- CSS ハンプトン
- CSS ナンズモンド
- CSS トーピードー（CSS Torpedo）

## 参考資料
- John M. Coski (1996). Capital Navy: The Men, Ships and Operations of the James River Squadron. Campbell, CA: Savas Woodbury Publishers. ISBN 1-882810-03-1